# Tití lleó de cap daurat
El tití lleó de cap daurat (Leontopithecus chrysomelas) és una espècie de mico de la família dels cal·litríquids que viu a l'estat brasiler de Bahia. La longitud dels seu cos (inclòs el cap) ronda els 30 cm. La cua és lleugerament més llarga, entre 30 i 40 cm. Els individus adults pesen entre 480 i 700 grams. El seu pelatge és llarg en tot el cos. Al cap, a la part superior de la cua i als braços és de color daurat. La resta del pelatge és negre.